# دونالد كوبر
دونالد كوبر (بالإنجليزية: Donald Cooper)‏ هو راكب الكنو نيوزيلندي، ولد في 11 ديسمبر 1948.

## وصلات خارجية
- دونالد كوبر على موقع أوليمبيديا (الإنجليزية)